# Marianne-Agnès Falques
 (août 2021).
Améliorez-le ou discutez des points à vérifier. 
Marianne-Agnès Pillement de Falques (Fauques ou Fauque) de La Cépède, surnommée « La Vaucluse », est une femme de lettres française du XVIIIe siècle, auteure de plusieurs romans sentimentaux, parallèlement à des écrits séditieux ou d’actualité. 
Ses ouvrages furent pour la plupart traduits à l'époque en anglais et en allemand.

## Biographie
Marie Anne Pillement (baptisée 29 juin 1732 Lyon- octobre 1773 Paris), est issue d'une famille "d'artistes d'origine lorraine".
Elle est la fille de Paul Pillement (1694 Lyon-?), "peintre puis marchand dessinateur", et Anne Astier veuve Jean Joseph Ferraire, mariés à Lyon en 1727. Elle a quatre frères et sœurs nés entre 1728 et 1733, dont le peintre Jean Pillement.
En 1750, elle se marie à Lyon avec Charles Falque, agent de change à Lyon. Celui-ci est condamné à mort et pendu pour crime de faux en 1756. 
Elle se remarie avec François René Brethe de Clermont, qualifié de capitaine d'infanterie en 1773. Elle meurt à Paris en 1773, s'étant suicidée selon Quérard.
Mme de Fauk, ou Fauque ou Falque de La Cépède ou de Vaucluse est née à Avignon vers 1721. Elle a été religieuse pendant environ quinze ans avant de se faire "relever de ses vœux". 
Elle est à Paris en 1751.
Elle est à Londres en 1765-1766: en 1765, elle serait "remise en prison pour la troisième fois pour avoir menacé d'un coup de pistolet un ... italien qui refuse de l'épouser", et en novembre 1766, elle demanderait "l'aumône dans les rues.

## Ouvrages
- Le Triomphe de l'amitié : ouvrage traduit du grec, par Mlle de***, chez Bauche fils, Londres et se vend à Paris, 1751 (lire en ligne).
- Abbassaï, histoire orientale, De l'imprimerie de Bagdad. Et se trouve à Paris. Chez Bauche fils, libraire, quay des Augustins, à l'image Ste. Geneviève, 1753.
- Contes du serrail, traduits du turc, à La Haye [i. e. Paris, Veuve de Noël Pissot], 1753.
- Les Préjugés trop bravés et trop suivis, ou Les mémoires de Mlle d’Oran, par Mlle de***, [J.-F. Bastien ?], Londres, 1755.
- La dernière guerre des bêtes, fable pour servir à l'histoire du XVIIIe siècle, par l'auteur d'Abassaï, C.-G. Seyffert, Londres, 1758. t1 t2
- Frédéric le Grand au temple de l'Immortalité, aux dépens de S. Hooper, Londres, 1758.
- Mémoires de Mme F. de la C. contre M. C. [Monsieur Celesia, ministre de la République de Gênes], Londres, 1758.
- L’Histoire de Madame la Marquise de Pompadour, traduite de l’anglois, aux dépens de S. Hooper, à la tête de César, à Londres, 1759 (le comte d'Affry, ministre de France, fut chargé par Louis XV d'acheter l'édition entière de ce pamphlet et de la détruire).
- The Vizirs: Or The Enchanted Labyrinth : An Oriental Tale, Londres, 1774.
- Dialogues moraux et amusants, en anglois et françois. Pour l'instruction de la jeunesse, etc., chez Jean Exshaw, Londres, 1777.